# Melanophthalma wittmeri
Melanophthalma wittmeri es una especie de coleóptero de la familia Latridiidae.

## Distribución geográfica
Habita en Turquía.